# Joël Ekelund
Carl Joël Natanael Ekelund, född 13 juli 1866 i Finja socken, död 11 mars 1946 i Knista socken, var en svensk veterinär.
Ekelund var son till kyrkoherden i Högestad Carl Johan Ekelund. Han avlade mogenhetsexamen i Lund 1885 och inskrevs därefter samma år vid Veterinärinstitutet. 1888–1889 var han amanuens vid Patologiska institutionen och avlade därefter veterinärexamen. Under hösten samma år var Ekelund extra veterinär vid Julita gård för att bekämpa ett utbrott av mjältbrand bland boskapen där. Han var 1889–1890 tillförordnad och 1890–1931 ordinarie distriktsveterinär i Edsbergs distrikt (från 1913 kallat Fjugesta distrikt). Ekelund var även vice ordförande i Nerike-Västmanlands veterinärsällskap 1913–1926 och därefter dess ordförande, hedersledamot av Svenska Veterinärföreningen, Stockholm-Upplands veterinärsällskap och Veterinärmedicinska föreningen från 1924. Han erhöll 1901 Veterinärläkareföreningens silvermedalj och 1923 dess guldmedalj. Han blev veterinärmedicine hedersdoktor 1945 och riddare av Vasaorden 1924.